# Grand Prix Itálie 1979
Grand Prix Itálie 1979 (oficiálně 50o Gran Premio d'Italia) se jela na okruhu Autodromo Nazionale Monza v Monze v Itálii dne 9. září 1979. Závod byl třináctým v pořadí v sezóně 1979 šampionátu Formule 1.

## Závod
| Poř.   | No. | Jezdec                | Konstruktér        | Počet kol | Čas/Odstoupení | Pořadí na startu | Body |
| ------ | --- | --------------------- | ------------------ | --------- | -------------- | ---------------- | ---- |
| 1      | 11  | Jody Scheckter        | Ferrari            | 50        | 1:22:00.22     | 3                | 9    |
| 2      | 12  | Gilles Villeneuve     | Ferrari            | 50        | + 0.46         | 5                | 6    |
| 3      | 28  | Clay Regazzoni        | Williams-Ford      | 50        | + 4.78         | 6                | 4    |
| 4      | 5   | Niki Lauda            | Brabham-Alfa Romeo | 50        | + 54.40        | 9                | 3    |
| 5      | 1   | Mario Andretti        | Lotus-Ford         | 50        | + 59.70        | 10               | 2    |
| 6      | 4   | Jean-Pierre Jarier    | Tyrrell-Ford       | 50        | + 1:01.55      | 16               | 1    |
| 7      | 2   | Carlos Reutemann      | Lotus-Ford         | 50        | + 1:24.14      | 13               |      |
| 8      | 14  | Emerson Fittipaldi    | Fittipaldi-Ford    | 49        | + 1 kolo       | 20               |      |
| 9      | 27  | Alan Jones            | Williams-Ford      | 49        | + 1 kolo       | 4                |      |
| 10     | 3   | Didier Pironi         | Tyrrell-Ford       | 49        | + 1 kolo       | 12               |      |
| 11     | 9   | Hans-Joachim Stuck    | ATS-Ford           | 49        | + 1 kolo       | 15               |      |
| 12     | 36  | Vittorio Brambilla    | Alfa Romeo         | 49        | + 1 kolo       | 22               |      |
| 13     | 29  | Riccardo Patrese      | Arrows-Ford        | 47        | + 3 kola       | 17               |      |
| 14     | 15  | Jean-Pierre Jabouille | Renault            | 45        | Motor          | 1                |      |
| Ret    | 26  | Jacques Laffite       | Ligier-Ford        | 41        | Motor          | 7                |      |
| Ret    | 20  | Keke Rosberg          | Wolf-Ford          | 41        | Motor          | 23               |      |
| Ret    | 25  | Jacky Ickx            | Ligier-Ford        | 40        | Motor          | 11               |      |
| Ret    | 18  | Elio de Angelis       | Shadow-Ford        | 33        | Spojka         | 24               |      |
| Ret    | 35  | Bruno Giacomelli      | Alfa Romeo         | 28        | Přetočení      | 18               |      |
| Ret    | 16  | René Arnoux           | Renault            | 13        | Motor          | 2                |      |
| Ret    | 7   | John Watson           | McLaren-Ford       | 13        | Nehoda         | 19               |      |
| Ret    | 8   | Patrick Tambay        | McLaren-Ford       | 3         | Motor          | 14               |      |
| Ret    | 30  | Jochen Mass           | Arrows-Ford        | 3         | Zavěšení       | 21               |      |
| Ret    | 6   | Nelson Piquet         | Brabham-Alfa Romeo | 1         | Nehoda         | 8                |      |
| DNQ    | 17  | Jan Lammers           | Shadow-Ford        |           |                |                  |      |
| DNQ    | 22  | Marc Surer            | Ensign-Ford        |           |                |                  |      |
| DNQ    | 24  | Arturo Merzario       | Merzario-Ford      |           |                |                  |      |
| DNQ    | 31  | Héctor Rebaque        | Rebaque-Ford       |           |                |                  |      |
| Zdroj: |     |                       |                    |           |                |                  |      |

## Průběžné pořadí po závodě
Pohár jezdců
| Pořadí | Jezdec            | Body    |
| ------ | ----------------- | ------- |
| 1      | Jody Scheckter    | 51 (57) |
| 2      | Gilles Villeneuve | 38      |
| 3      | Jacques Laffite   | 36      |
| 4      | Alan Jones        | 34      |
| 5      | Clay Regazzoni    | 27 (28) |
| Zdroj: |                   |         |

Pohár konstruktérů
| Pořadí | Konstruktér   | Body |
| ------ | ------------- | ---- |
| 1      | Ferrari       | 95   |
| 2      | Williams-Ford | 62   |
| 3      | Ligier-Ford   | 61   |
| 4      | Lotus-Ford    | 39   |
| 5      | Tyrrell-Ford  | 22   |
| Zdroj: |               |      |